# Amerikaanse presidentsverkiezingen 1944
De Amerikaanse presidentsverkiezingen van 1944 werden gehouden op 7 november 1944. Franklin D. Roosevelt werd voor een vierde termijn verkozen.

## Presidentskandidaten

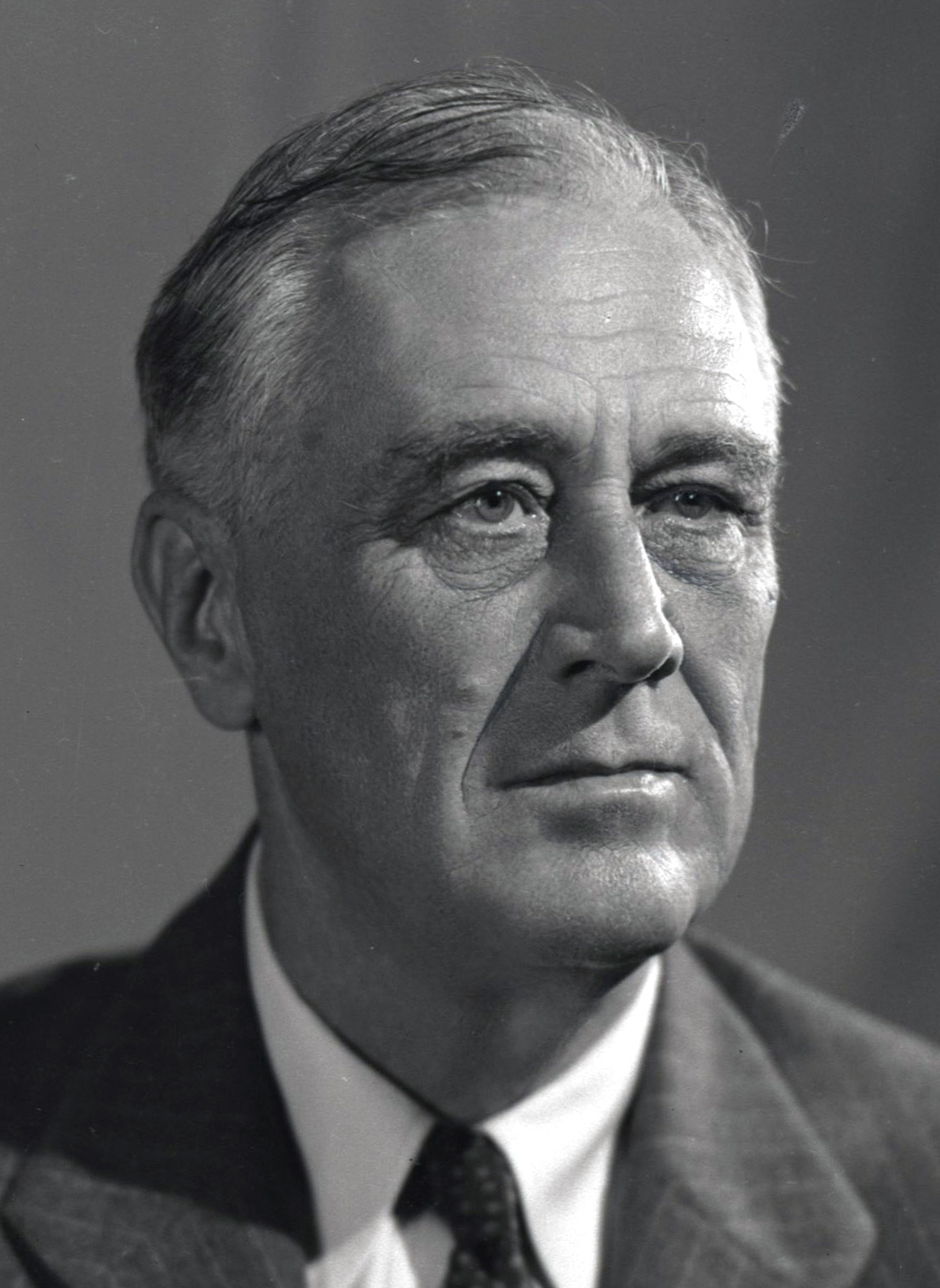
President Franklin Delano Roosevelt uit New York Democratische Partij
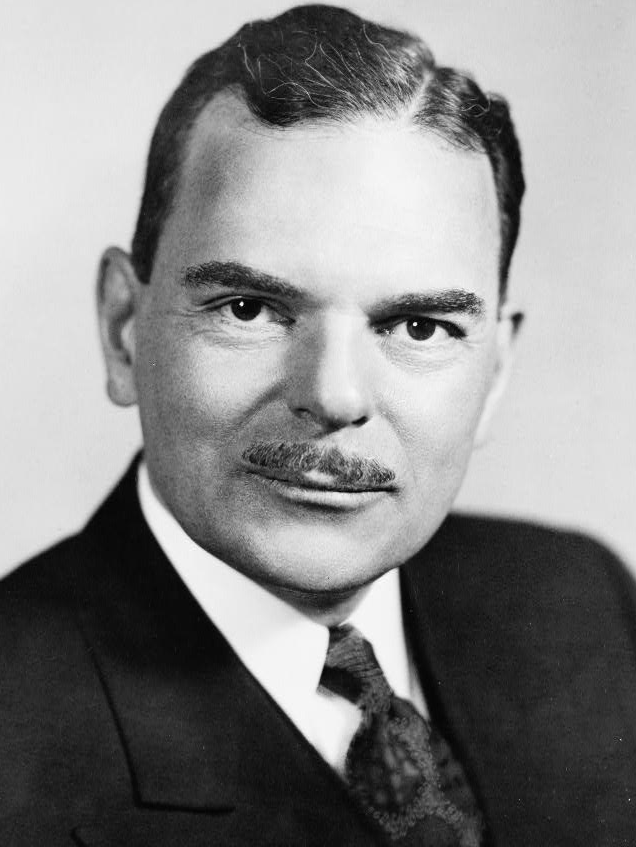
Gouverneur Thomas Dewey uit New York Republikeinse Partij

- President 
 Franklin 
 Delano Roosevelt 
 uit New York 
 Democratische Partij
- Gouverneur 
 Thomas Dewey 
 uit New York 
 Republikeinse Partij

### Vicepresidentskandidaten

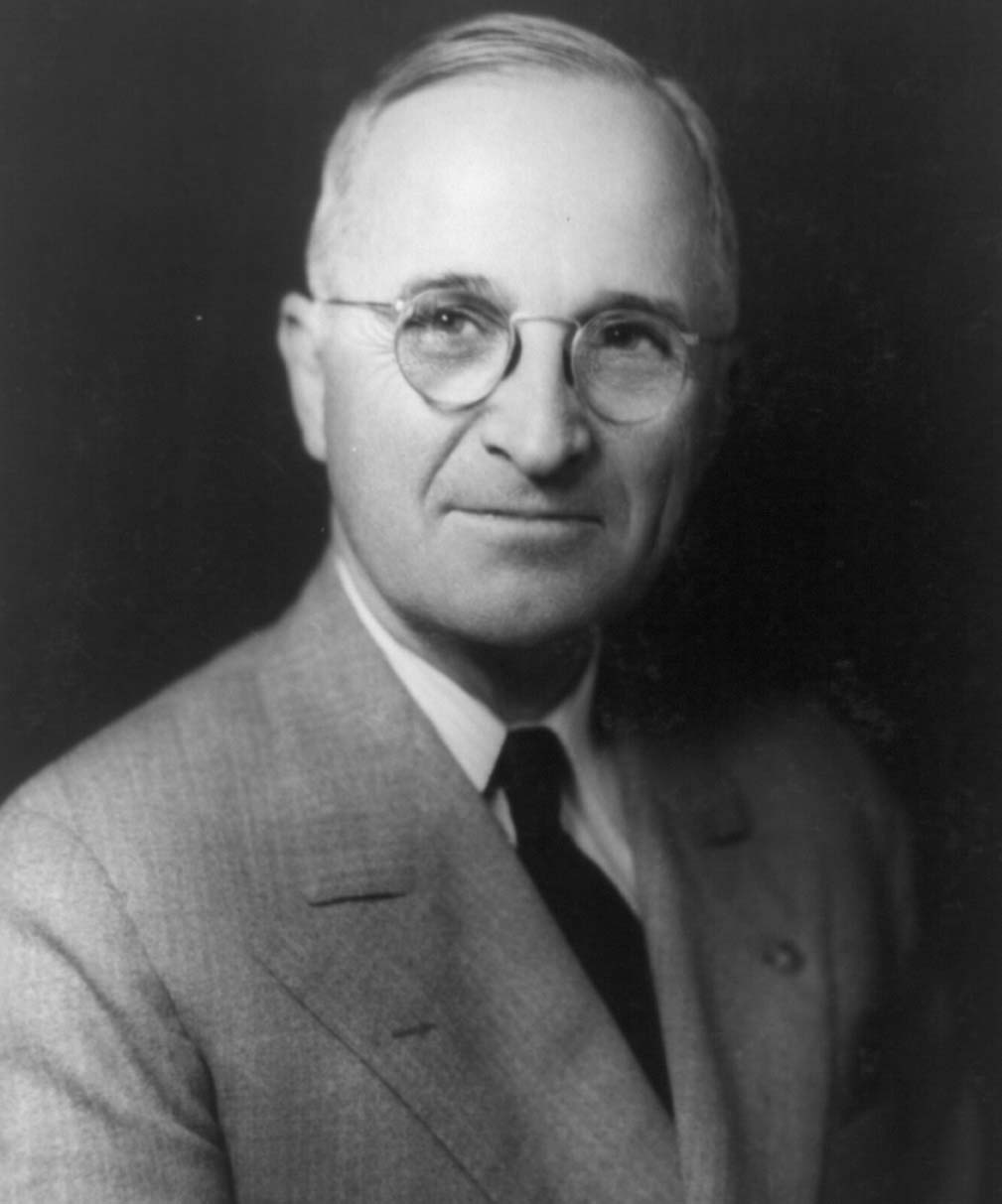
Senator Harry S. Truman uit Missouri Democratische Partij
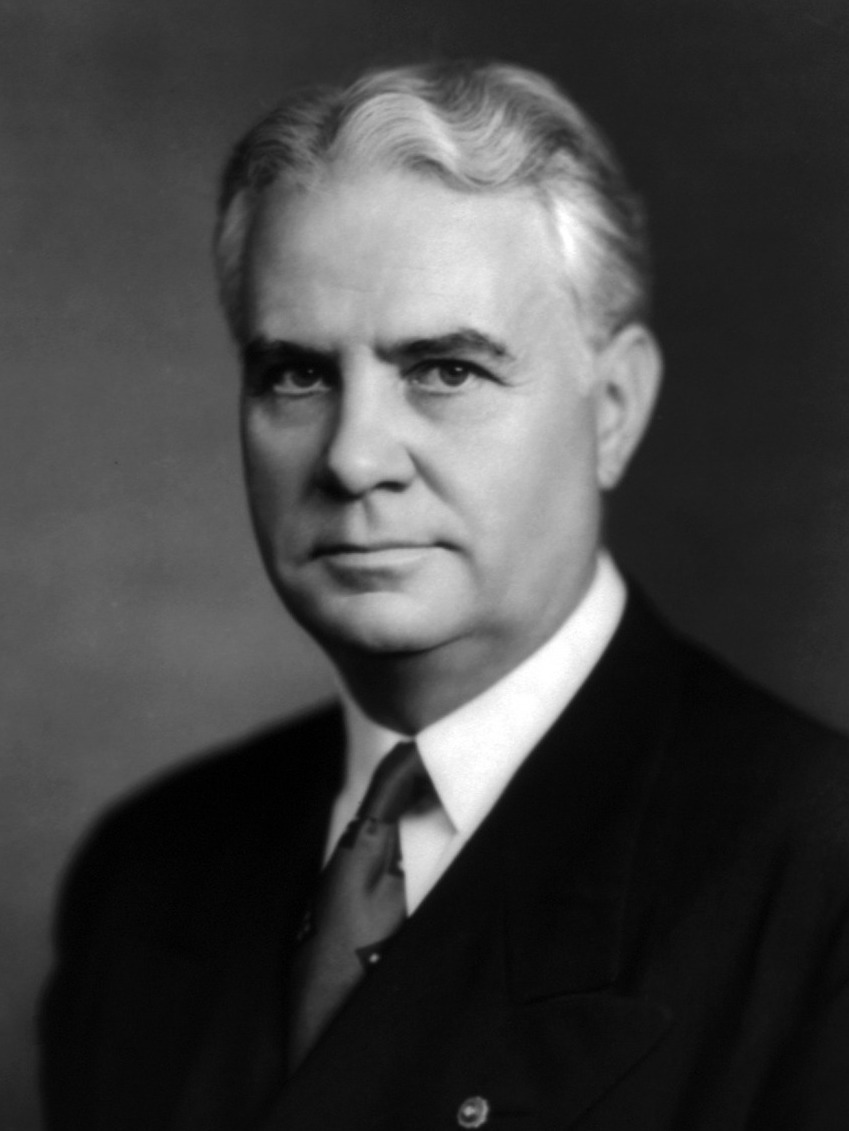
Gouverneur John Bricker uit Ohio Republikeinse Partij

## Uitslag
| Naam            | Franklin Delano Roosevelt | Thomas Dewey         |
| Partij          | Democratische Partij      | Republikeinse Partij |
| Thuisstaat      | New York                  | New York             |
| Running mate    | Harry S. Truman           | John Bricker         |
| Kiesmannen      | 432                       | 99                   |
| Gewonnen staten | 36                        | 12                   |
| Aantal stemmen  | 25,612,916                | 22,017,929           |
| Percentage      | 53.4%                     | 45.9%                |